# Erythrina versicolor
Erythrina versicolor är en ärtväxtart som beskrevs av Wenceslas Bojer. Erythrina versicolor ingår i släktet Erythrina och familjen ärtväxter. Inga underarter finns listade i Catalogue of Life.